# OECDテストガイドライン
OECDテストガイドラインは、化学物質やその混合物の安全性を評価するための国際的に合意された試験方法のコレクションである。ここで述べる化学物質には工業化学品や殺虫剤などが含まれている。 その他の物質を含め物質を管理する法令(例:化審法、TSCAなど、REACH)や国際的合意の技術的基礎試験の一つとなっている。GHS分類のための基本的情報源でもある。名前の通り、国際機関OECDによって定められた。
このテストガイドラインは、化学物質に関する、物理化学的性質、人健康への影響、環境への影響、及び、環境における分解や蓄積のためのテストをカバーしている。

## テストガイドラインの構成
大きく分けて4つのセクションからなる。
- セクション 1: 物理化学的性質[6]
- セクション 2: 生態系への影響[7]
- セクション 3: 生物分解及び生物濃縮[8]
- セクション 4: 人健康影響[9]
- セクション 5: その他[10]

## 各論

### セクション1 物理化学的性質
OECDの物理化学的性状の試験項目は化学物質等の各種規制(化審法, MSDS, 農薬等)のための必要な試験となっている。例えば、融点、沸点、蒸気圧、密度、水溶解性、分配係数(水/オクタノール)、解離定数、加水分解性、土壌吸着性、熱安定性、UVスペクトル測定等

## 外部参照
- 国立医薬品食品衛生研究所 OECDテストガイドライン
- 独立行政法人 製品評価技術基盤機構 OECDテストガイドライン
- 経済産業省 OECDとは